# Consejo comarcal
Los consejos comarcales son órganos administrativos de ámbito comarcal creados en algunas de las comunidades autónomas de España para servir de órgano político de representación de las comarcas y para ejercer ciertas competencias que las distintas legislaciones autonómicas han atribuido a las entidades comarcales.
En la actualidad existen consejos comarcales así denominados en las comarcas de Cataluña, en las comarcas de Aragón y en la comarca de El Bierzo en Castilla y León. Así mismo, las comarcas de Álava cuentan con órganos similares llamados juntas de cuadrilla.
Otras legislaciones autonómicas como la de la Comunidad Valenciana previeron inicialmente la posibilidad de dotar a las comarcas valencianas de órganos similares a los consejos comarcales, sin que hasta la fecha se hayan materializado su creación. 

## Consejos comarcales en Cataluña
TITULO III.-DE LA ORGANIZACION COMARCAL

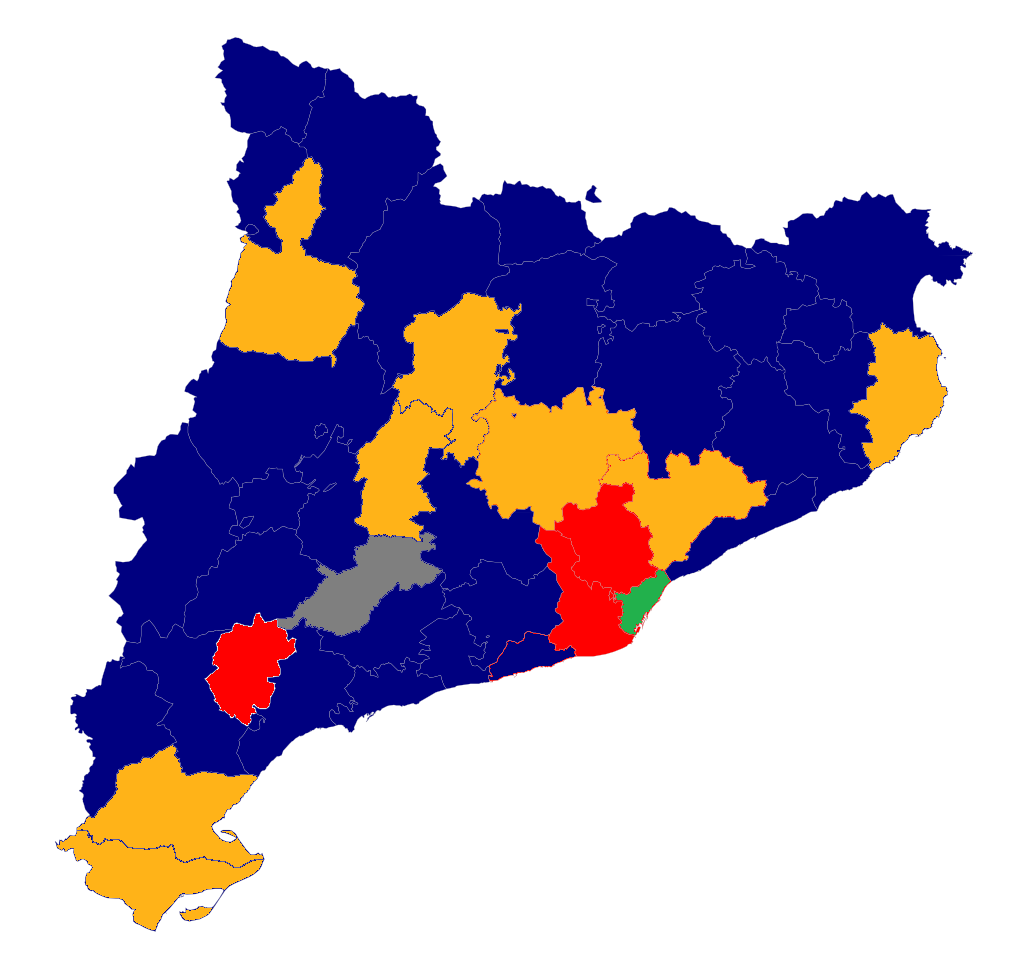
Partidos políticos en el poder según consejos comarcales catalanes y Conselh Generau d'Aran (2011-2015):
CiU
PSC
ERC

Artículo 12. El gobierno y la administración de la comarca corresponderán al consejo comarcal. (Parlamento de Cataluña, Ley 6/1987)

En Cataluña, los consejos comarcales o consells comarcals en catalán, fueron creados por el gobierno de la Generalidad presidido por Jordi Pujol mediante la aprobación de la Ley 6/1987 en el Parlamento de Cataluña con los votos de mayoría absoluta de Convergència i Unió (actual Partido Demócrata Català).
Esa ley estableció que los consejos comarcales estarían formados por 'consejeros' que no serían elegidos en función de los votos obtenidos por cada partido en la comarca en las elecciones municipales, sino que lo harían de acuerdo al número de concejales electos en los municipios de la comarca, siendo tal método de elección especialmente benefioso para Convergencia y Unión al ser este partido el hegemónico en la mayoría de los pequeños municipios de ámbito rural catalán los cuales tienen asignado un número de concejales muy superior a la proporción de población real que representan.
Por tal hecho, la creación de los consejos comarcales suscitó numerosas críticas por parte de los partidos de oposición catalana que vieron en la creación de los consejos comarcales una estrategia de CIU para contrarrestar así el poder local detentado por el PSC, partido este último que resultaba el más votado por entonces en la mayoría de las grandes ciudades de Cataluña. Esta polémica ocasionaría que en 2003 tras haber perdido CIU la mayoría absoluta en el Parlamento de Cataluña tras los resultados de las elecciones de 1999 todos los partidos del arco parlamentario catalán salvo CIU modificaran la ley para establecer que a partir de entonces 2/3 de los consejeros comarcales se eligieran en función de los votos reales obtenidos por cada partido y sólo 1/3 lo hiciera en función del número de concejales alcanzado por cada partido en los municipios de la comarca.
Tras las elecciones municipales de 2011 CIU se hizo con la presidencia de 34 de los 41 consejos comarcales de Cataluña, incluyendo el consejo general de Arán bajo la marca Convergencia Democrática Aranesa. 
El PSC se hizo con el control de las presidencias de 5 consejos, precisamente los 3 correspondientes a las comarcas más pobladas de Cataluña (Barcelonés, Vallés Occidental y Bajo Llobregat) además de los del Garraf y el Vallés Oriental.
ERC alcanzaría la presidencia del consejo comarcal del Bages y en coalición con la formación Acord Municipal se haría también con la presidencia del consejo comarcal de El Priorato.

## Consejos comarcales en Castilla y León
El Estatuto de Autonomía de Castilla y León, en su artículo 19.3 dispone que «por las
correspondientes Leyes de las Cortes de Castilla y León, específicas para cada supuesto, se podrán reconocer comarcas, mediante la agrupación de municipios limítrofes, atendiendo al informe previo de los municipios afectados y a sus características geográficas, económicas, sociales e históricas, para la gestión en común de sus servicios o la colaboración en el ejercicio de sus competencias.
La única comarca que se ha considerado que reúne esos requisitos y ha sido reconocida por ley es la comarca de El Bierzo. Dicha norma, reformada por la Ley 17/2010 estableció un 'consejo comarcal' como órgano de gestión y administración específica de la comarca. 
Ciertamente, dicho consejo comarcal ya no abarca únicamente El Bierzo histórico, sino que, por intereses administrativos y de gestión, ha ido expandiéndose e incluyendo municipios de otras comarcas tradicionales leonesas como, desde su creación en 1991, los municipios cabreireses de Benuza y Puente de Domingo Flórez, la comarca de Ancares, con el municipio de Candín y ya, desde 2005, el municipio de Palacios del Sil, de la comarca tradicional Alto Sil. 
Tras las elecciones municipales de 2011 el PP se hizo con la presidencia del consejo comarcal de El Bierzo tras 20 años en que la misma recayó en el PSOE.

## Consejos comarcales en Aragón
En Aragón los consejos comarcales tienen su origen en la Ley autonómica 10/1993 que reconoció como entidades locales a las comarcas y previó el traspaso de competencias a las mismas y el establecimiento de consejos comarcales como órganos de administración comarcales.
En 1999 las comarcas aragonesas fueron delimitadas oficialmente a efectos administrativos estableciéndose su número en 33.
Entre los años 2000 y 2003 las Cortes de Aragón fueron aprobando en diferentes leyes específicas la constitución de las diferentes comarcas como entidades locales y correspondiente transferencia de competencias a cada una de ellas.
La primera comarca en ser constituida fue la de Aranda y la última la de Jiloca, Finalmente en el caso especial metropolitano de Zaragoza se previó la Delimitación Comarcal de Zaragoza, sin que hasta la fecha se haya constituido oficialmente.
Las distintas leyes de constitución de las comarcas, fueron posteriormente modificadas y agrupadas con la aprobación del Decreto Legislativo 1/2006 por el que se aprueba el Texto Refundido de la Ley de Comarcalización de Aragón.
Según el ordenamiento jurídico aragonés los consejos comarcales de Aragón están formados por un número variable de consejeros que son elegidos en función de la proporción de votos alcanzada por cada partido que al menos haya obtenido un concejal y el 3% de los votos en las elecciones municipales.
Tras las elecciones municipales de 2011, a pesar de que el PSOE fue la formación política que obtuvo el mayor número de consejeros en los consejos mayoría de las comarcas, en función de pacto alcanzado entre el PP y el PAR para el Gobierno de Aragón, el PP apoyó y cedió al PAR la presidencia de la mayoría de los consejos comarcales, a pesar de que en algunos casos como en el de la D. C. de Zaragoza el PAR ocupaba únicamente el quinto lugar por número de consejeros. 
De este modo, el PAR obtuvo la presidencia de 15 de los 33 consejos comarcales, los de las comarcas de Comunidad de Calatayud, Campo de Belchite, Aranda, Bajo Aragón, Alto Gállego, La Litera, Los Monegros, Matarraña, Bajo Cinca, Jacetania, Hoya de Huesca, Maestrazgo, Sierra de Albarracín, Bajo Aragón-Caspe y la Delimitación Comarcal de Zaragoza.
El PSOE alcanzó 10 presidencias de consejos, los de las comarcas de Campo de Cariñena, Ribera Alta del Ebro, Ribera Baja del Ebro, Campo de Borja, Sobrarbe, La Ribagorza, Cuencas Mineras, Cinco Villas, Bajo Martín y Somontano de Barbastro.
El PP por su parte se hizo con las presidencia de 8 consejos, los correspondientes a las comarcas de Cinca Medio, Andorra-Sierra de Arcos, Gúdar-Javalambre, Comunidad de Teruel, Jiloca, Campo de Daroca, Tarazona y el Moncayo y Valdejalón.

## Órganos similares en otros territorios
Aunque el término consejos comarcales sólo se aplica en lo que a las legislaciones de España se refiere en los casos expuestos de Cataluña, Aragón y Castilla y León, otros territorios españoles reconocen también a las comarcas como entidades territoriales regulando para su gobierno y administración órganos similares a los consejos comarcales.

### Juntas de cuadrilla de Álava
En el caso de Álava, la Norma Foral 63/1989 de Cuadrillas reconoció a las comarcas alavesas (denominadas tradicionalmente cuadrillas) como entidades territoriales de personalidad histórica, creando para el gobierno y la dirección de la administración comarcal de cada una de ellas a unos órganos similares a los consejos comarcales de Aragón y Cataluña que en el caso alavés reciben el nombre de juntas de cuadrilla. 
Las competencias atribuidas por la normativa foral alavesa a las juntas de cuadrilla abarcan, entre otras, la recogida de residuos, la promoción turística, la dinamización sociocultural, los servicios de información al consumidor, el servicio de archivo y gestión documental y las políticas de juventud.
Los miembros de cada junta de cuadrilla son elegidos, no en función del resultado en votos de cada partido, sino de acuerdo al número de concejales obtenido por cada formación política en las elecciones municipales de los ayuntamientos ubicados dentro del ámbito territorial de la comarca.
Una vez constituidas, cada junta de cuadrilla elige de entre sus miembros a un presidente y a un vicepresidente.
Este mecanismo de elección de las juntas de cuadrilla alavesas en función del número de concejales y no del número de votos reales de cada partido, ha ocasionado el que tradicionalmente el Partido Nacionalista Vasco haya dispuesto de un control hegemónico en dichos órganos que es consecuencia de la fuerte implantación que ese partido tiene en los pequeños municipios rurales alaveses (que disponen de una sobrerrepresentación en número de concejales en relación con los municipios urbanos) frente a la mayor preeminencia, en cambio, del Partido Popular, Bildu y Partido Socialista de Euskadi en la mayoría de los municipios más poblados y urbanos de Álava (como Vitoria, Llodio, Oyón, Salvatierra, Iruña de Oca o Laguardia); habiéndose reclamado por ello en diversas ocasiones la reforma del sistema de elección de los miembros de las juntas de cuadrilla para hacerlo más proporcional y democrático haciéndolo depender de los resultados en votos reales obtenidos por cada partido y no de los concejales.
Tras las elecciones municipales de España de 2011 el PNV se hizo con la presidencia de las juntas de cuadrilla de Añana, Campezo-Montaña Alavesa, Ayala y Laguardia-Rioja Alavesa; así como con las vicepresidencias de las otras dos: Zuya y Salvatierra. Por su parte, Bildu logró la presidencia de la junta de cuadrilla de Zuya y la vicepresidencia de la de Ayala. Además, la presidencia de la junta de cuadrilla de Salvatierra quedó en poder de una agrupación electoral independiente vinculada a Bildu. El Partido Popular logró las vicepresidencias de las juntas de Laguardia-Rioja Alavesa y de Añana.
En el caso de la Cuadrilla de Vitoria no existe en ella junta de cuadrilla ni administración comarcal alguna, siendo la causa el que dicha cuadrilla abarca únicamente el territorio del municipio de Vitoria, asumiendo de manera directa, por tanto, el propio ayuntamiento vitoriano las competencias que en las demás cuadrillas alavesas asumen las juntas.